# Calliephialtes dimorphus
Calliephialtes dimorphus là một loài tò vò trong họ Ichneumonidae.